# HALLOWEEN PARTY
「HALLOWEEN PARTY」（ハロウィン・パーティー）は、HYDE（L'Arc～en～Ciel、VAMPS）を中心に期間限定で結成されたロックバンド・HALLOWEEN JUNKY ORCHESTRAのシングル。2012年10月17日にVAMPROSEからリリース。2013年10月16日には再発盤がリリースされている。

## 解説
HYDEを中心に結成されたセッションバンド、HALLOWEEN JUNKY ORCHESTRAのシングル。このバンドには、HYDEが在籍するロックユニット、VAMPS主催のハロウィンライヴイベント「HALLOWEEN PARTY」に出演していたアーティストが参加している。
本作の表題曲「HALLOWEEN PARTY」は、タイトルが表すように、詞・曲ともにハロウィンソングとして仕上げられている。作詞・作曲はHYDEが手掛けており、前述のハロウィンライヴイベントに出るアーティストたちと一緒にセッションできること、観客皆が歌えることを意識して制作が行われている。HYDEはこの曲の制作を振り返り「案外、世の中に僕の求めるハロウィンソングが無くて、じゃあ自分で作るしかないと思った」と述べている。また、この曲のミュージック・ビデオは二階健が手掛けており、撮影にはセッションメンバーが多数参加している。なお、映像はダンスを織り交ぜた構成となっている。
本作発売から約3年後の2015年には、渡邉このみを含む計15人のボーカリストと、計5人のダンサーで構成されたHALLOWEEN DOLLSにより、HYDEプロデュースのもとでカバーされている（詳細は後述参照）。このカバー企画の構想はリリースのかなり前からあったらしく、HYDEは発表の際に「去年（2014年）あたりに実現させたかった。やっと念願叶いました」と述べている。また、ミュージック・ビデオのダンスの振り付けは、子どもに踊ってもらえるようにするため、オリジナルよりも真似しやすいシンプルなかたちに変更されている。
さらに、本作発売から約8年後の2020年には、「HALLOWEEN PARTY」がアニメ映画『えんとつ町のプペル』のオープニング主題歌に使用されるにあたり、リアレンジバージョン「HALLOWEEN PARTY -プペルVer.-」が制作されている。なお、このバージョンは、HYDEのソロ名義の配信限定シングルとして発表されている。

## 収録曲
| #  | タイトル                                      | 作詞 | 作曲 | 時間 |
| -- | --------------------------------------------- | ---- | ---- | ---- |
| 1. | 「HALLOWEEN PARTY」                           | HYDE | HYDE | 4:49 |
| 2. | 「Penalty Waltz」                             |      | HYDE | 4:54 |
| 3. | 「HALLOWEEN PARTY -feat. HYDEs-」(再発盤のみ) | HYDE | HYDE | 5:14 |

DVD
1. HALLOWEEN PARTY Music Video
ディレクター：二階健
2. HALLOWEEN PARTY -feat. HYDEs- MV （再発盤のみ）
3. HALLOWEEN PARTY -feat. HYDEs- MV 血文字付き （再発盤のみ）
4. HALLOWEEN PARTY MV MAKING （再発盤のみ）

### 参加ミュージシャン
- HALLOWEEN JUNKY ORCHESTRA
  - HYDE(L'Arc～en～Ciel、VAMPS)：Vocal
  - Acid Black Cherry：Vocal
  - DAIGO(BREAKERZ)：Vocal
  - kyo(D'ERLANGER)：Vocal
  - Tommy february6：Vocal
  - Tommy heavenly6：Vocal
  - 逹瑯(MUCC)：Vocal
  - 土屋アンナ：Vocal
  - 青木隆治：Vocal
  - K.A.Z (VAMPS)：Guitar
  - 柩(ナイトメア)：Guitar
  - 明希(シド)：Bass
  - RINA(SCANDAL)：Drums
  - JIN：Keyboards
  - YUKI (DUSTAR-3)：Guitar
  - 分島花音：Cello
  - Orchestral arrangement：久米大作

## HALLOWEEN DOLLSによるカバー

### 解説
渡邉このみを含む計15人のボーカリストと、計5人のダンサーで構成された、HALLOWEEN DOLLSによる「HALLOWEEN PARTY」のカバーシングル。2015年10月7日にVAMPROSEからリリースされている。
HALLOWEEN DOLLSによる「HALLOWEEN PARTY」は、作詞・作曲を担当したHYDEプロデュースのもとで制作されている。また、HALLOWEEN DOLLSバージョンのミュージック・ビデオは、HALLOWEEN DOLLSのダンスとマックス・ワイントラウブが制作したアニメーションで構成されている。なお、ダンスの振り付けは、コリオグラファーのえんどぅが手掛けている。
また、このシングルは、全国の幼稚園・保育園を対象に、サンプルCD&DVDが無料でプレゼントされている。

### 収録曲
| #  | タイトル                           | 作詞 | 作曲 | 時間 |
| -- | ---------------------------------- | ---- | ---- | ---- |
| 1. | 「HALLOWEEN PARTY」                | HYDE | HYDE | 4:49 |
| 2. | 「HALLOWEEN PARTY (Instrumental)」 |      | HYDE | 4:54 |

DVD
1. HALLOWEEN PARTY - HALLOWEEN DOLLS Music video
2. HALLOWEEN PARTY - HALLOWEEN DOLLS Dance video

### 参加子役・ダンサー
- Vocal：KONOMI WATANABE (Watanabe Entertainment), SUGAMO CHILDREN’S CHORUS (Kazuha Akita, Kanon Arai, Mikoto Kimura, Rina Koyanagi, Sau Nara, Yurino Yamane, Moe Okada, Eri Ohmura, Nao Mamiya, Yui Miura, Kazune Ohsawa), Brendon Blu, Sofia McNair, Kou Nobuhara
- Dancer：KONOMI WATANABE (Watanabe Entertainment), MARIA MURASHIGE (Watanabe Entertainment), ERIKA MURASHIGE (Watanabe Entertainment), YUHO (avex proworks), MILIA (avex proworks), MAJU (avex proworks)

## HYDEによるセルフカバー

### 解説
「HALLOWEEN PARTY」を作詞・作曲したHYDEによるセルフカバー音源。2020年10月16日にデジタル・ダウンロード規格で配信されており、ソロ初の配信限定シングルに位置付けられる。
2020年に発表された「HALLOWEEN PARTY」は、同年12月25日公開のアニメ映画『えんとつ町のプペル』のオープニング主題歌に使用されるにあたりリアレンジされたバージョンで、HYDEが単独でメインボーカルを担当した楽曲となっている。なお、この映画はお笑いコンビ・キングコングの西野亮廣が2016年に制作した同名の絵本を映画化したものであり、ハロウィンをモチーフにした作品になっている。このテーマを踏まえ、原作者の西野がHYDEにオファーし、それをHYDEが快諾したことでこの曲が採用・制作されることになった。ちなみに西野曰く、絵本を制作しているときから、この曲を映画に使う曲としてイメージしていたという。
オファーを受けたHYDEは、楽曲を映画のイメージに合わせるため、原曲をそのまま使うのではなく、リアレンジを施し、歌詞も一部変更している。具体的には、脚本や絵コンテをもとに映画に登場する町をイメージし、ブラスが印象的なインダストリアルな編曲を施している。さらに映画の内容に沿うような歌詞に変更し、キッズシンガーも招聘しレコーディングが行われている。このように、映画に寄せたアレンジに変更したことから、曲名に「-プペルVer.-」という副題が付されることになった。
なお、配信日には公式YouTubeアーティストチャンネルにおいて、楽曲のフルサイズが無料公開されている。

### 収録曲
| #  | タイトル                         | 作詞 | 作曲 | 時間 |
| -- | -------------------------------- | ---- | ---- | ---- |
| 1. | 「HALLOWEEN PARTY -プペルVer.-」 | HYDE | HYDE | 5:13 |